# Münchener Frieden (1313)
Der Münchener Frieden von 1313 beendete die Oberbayerische Teilung von 1310, die Aufteilung des wittelsbachischen Teilherzogtums Oberbayern unter den Söhnen Herzog Ludwigs II.

## Verlauf
Das Herzogtum Oberbayern war 1310 geteilt worden in
- Bayern-München-Burglengenfeld unter Rudolf I.
- Bayern-Ingolstadt-Amberg unter Ludwig IV., dem späteren Kaiser

Am 21. Juni 1313 kam es zur Wiederaufnahme der gemeinsamen Regierung im Münchener Frieden. Der Hausvertrag hatte nur ein Jahr Bestand, jedoch verschaffte sich Ludwig dadurch den notwendigen Handlungsspielraum gegenüber den Habsburgern. In der Schlacht von Gammelsdorf am 9. November 1313 besiegte Ludwig den Habsburger Friedrich den Schönen und konnte seine Macht konsolidieren.